# Йомітан
Йоміта́н (яп. 読谷村, よみたんそん, МФА: [jomʲitaɴ soɴ]?) — село в Японії, в повіті Накаґамі префектури Окінава.   Площа становить 35,17 км². Станом на 1 липня 2012 року населення складало 38 895  осіб, густота населення — 1110 осіб/км².   

Протягом 1429—1871 років територія села входила до складу Рюкюської держави. 1871 року остання була перетворена на японський автономний уділ Рюкю. 1879 року цей уділ анексувала Японська імперія, яка перетворила його на префектуру Окінава.